# Карамзін Микола Михайлович
Мико́ла Миха́йлович Карамзі́н (1 (12) грудня 1766, Михайловка, Симбірська губернія, Російська імперія (нині Бузулукський район, Оренбурзька область, РФ) — 22 травня (3 червня) 1826, Санкт-Петербург, Російська імперія) —  письменник, поет, реформатор російської мови, почесний член Петербурзької Академії наук (1818), автор багатьох слів російської мови.
Написав велику історичну працю «Історія держави Російської» (томи 1-12, 1816—1829 рр.) — одна з перших узагальнюючих праць з історії Росії. Редактор «Московського журналу» (1791—1792) та «Вісника Європи» (1802—1803).

## Життєпис
Народився 1 (12) грудня 1766 р. в селі Михайлівка під Симбірськом (нині Бузулукський район Оренбурзької області). Його батько Михайло Єгорович Карамзін (1724—1783) середньопомістний симбірський дворянин з роду Карамзіних, нащадок кримськотатарського мурзи Кара-Мурзи. Отримав домашню освіту, з 14 років навчався в Москві в пансіонаті професора Московського університету Шатена, одночасно відвідував лекції в університеті.
В 1779—1781 роках навчався у московському пансіоні Шатена. В 1782—1783 роках служив у гвардійському Преображенському полку. В 1789—1790 роках подорожував Західною Європою, де познайомився з багатьма відомими представниками Просвітництва: Кантом, Гердером, Віландом, Лафатером тощо.
Микола Карамзін почав писати «Історію держави Російської» в 1806 році, однак не встиг її закінчити. Результатом двадцятирічної праці стало видання дванадцяти томів. Інші два історики — Сергій Соловйов та Василь Ключевський — лише розширили, поглибили й удосконалили раніше написане. Проте зміст книжок по історії зазначених трьох авторів викликає сумніви щодо їх об'єктивності.
Помер 3 червня 1826 р. у Санкт-Петербурзі.

## Суспільно-політичні погляди
Дотримувався консервативних поглядів щодо функціонування тогочасного російського суспільства. Він підтримував абсолютизм, кріпацтво, був противником будь-яких ліберальних чи демократичних реформ державного управління.
У 1811 році написав «Записку про древню й нову Росію» (рос. О древней и новой России в её политическом и гражданском отношениях), в якій відбивалися погляди консервативних верств суспільства, незадоволених ліберальними реформами імператора Олександра I. Своїм завданням він вважав необхідність довести те, що ніяких перетворень в країні проводити не потрібно. «Записка» зіграла також роль начерків до подальшої величезної праці Миколи Карамзіна з російської історії.
Серед іншого, у своїй «Записці» Карамзін стверджував що у кріпацькій Росії, як у жодній «землі Європейській», «блаженствує народ, процвітає правосуддя, сяє благоустрій, серця задоволені, уми спокійні». Ці та інші ідеологічні викладки Карамзіна були в подальшому використані графом Уваровим для створення цілісної теорії офіційної народності, яка також відома як тріада рос. «Православие, Самодержавие, Народность».. Карамзіна як виразника офіційної імперської ідеології з іронією згадує Тарас Шевченко в своїй поемі-містерії «Великий льох» (1845). Водночас захоплену оцінку діяльності Карамзіна як «культурника» (поруч із Пушкіним) дав Пантелеймон Куліш у поемі «Дума про татарина й орапа» (1890).
Денис Зубрицький у своїй праці «Хроніка міста Львова» стверджував, що Карамзін вагався визнати існування Руської (української) православної митрополії з центром у Галичі.

### Карамзін про росіян XIV—XVст.
|  | Не засліплюючись народним самолюбством, скажімо, що росіяни цих століть у порівнянні з іншими європейцями могли по справедливості здаватися невігласами. |

## Реформа російської мови
Проза і поезія Карамзіна справила вирішальний вплив на розвиток російської літературної мови. Карамзін цілеспрямовано відмовлявся від використання церковнослов'янської лексики і граматики, приводячи мову своїх творів до повсякденної мови своєї епохи і використовуючи як зразок граматику і синтаксис французької мови.
Карамзін ввів в російську мову багато нових слів — неологізмів («благотворительность», «влюблённость», «вольнодумство», «достопримечательность», «ответственность», «подозрительность», «промышленность», «утончённость», «первоклассный», «человечный»), так і варваризмів («тротуар», «кучер»). Також він одним з перших почав використовувати літеру Ё.
Зміни в мові, пропоновані Карамзіним, викликали бурхливу полеміку в 1810-х роках. Письменник Олександр Шишков за сприяння Державіна заснував у 1811 році товариство «Бесіда аматорів російського слова», метою якого була пропаганда «старої» мови, а також критика Карамзіна, Жуковського та їх послідовників. У відповідь 1815 року утворилося літературне товариство «Арзамас», яке стало іронізувати над авторами «Бесіди» і пародіювати їхні твори. Членами товариства були багато поетів нового покоління, в тому числі Батюшков, Вяземський, Давидов, Жуковський, Пушкін. Літературна перемога «Арзамаса» над «Бесідою» усталила перемогу мовних змін, які ввів Карамзін.
Незважаючи на це, пізніше відбулося зближення Карамзіна з Шишковим, і, завдяки сприянню останнього, Карамзін в 1818 році був обраний членом Російської академії. У тому ж році він став членом Імператорської Академії наук.

## Ставлення до природи
Карамзіна можна назвати «російським Торо», бо він першим в російській культурній традиції став оспівувати дику природу — її дикість і священність: «Ні, ні! Я ніколи не буду прикрашати Природу. Село моє повинне бути селом, пустелею. Дикість для мене священна; вона звеличує дух мій. Гаї мої будуть цілі, нехай заростають вони високою травою!» В іншому творі він писав, що в природі, де видно працю і роботу, немає для нього задоволення. Дерево, пересаджене, обрізане подібне до невільника із золотим ланцюгом.
У 1789 р., відвідуючи Швейцарські Альпи і милуючись знаменитими рейнськими водоспадами Штаубахх, Тріммербах і Рейхенбах, Карамзін відчув божественність дикої природи: він раптом майже осліп, став на коліна і почав молитися. Пізніше письменник так описував те, що сталося:
|  | Марно уява моя шукає порівняння, подібності, образи!.. Рейн і Рейхенбах, чудові явища, величні чудеса природи! У мовчанні дивуватися буде вам кожний, хто має почуття; але хто може зобразити вас пензлем або словами? — Я майже зовсім зомлів, будучи приголомшений гримлячим громом падіння і впав на землю. |

## Вшанування
На честь Миколи Карамзіна названий астероїд 3719 Карамзін. Як другорядний персонаж він фігурує в романі «Журавлиний крик» українського письменника Романа Іваничука&.

## Виноски
1. ↑  Bibliothèque nationale de France BNF: платформа відкритих даних — 2011.
2. ↑  CONOR.Sl
3. ↑  Карамзин, Владимир Николаевич // Русский биографический словарь — СПб: 1897. — Т. 8. — С. 499–500.
4. ↑  Проективный лексикон русского языка. 30 ноября 2009. Архів оригіналу за 15 жовтня 2016. Процитовано 28 липня 2015.
5. ↑  Дмитро Пташка Етногенез русськіх. Частина 1. Вступ. Архів оригіналу за 30 січня 2015. Процитовано 30 січня 2015.
6. ↑  блаженствует народ, цветет правосудие, сияет благоустройство, сердца довольны, умы спокойны
7. ↑  Идейная борьба 30—40-х годов: Охранители [Архівовано 5 липня 2015 у Wayback Machine.] // Николай Троицкий
8. ↑  Denys Zubryćkyj. Kronika miasta Lwowa.— Lwów, 1844. — 492 s. — S. 159. (пол.)
9. ↑  Н. М. Карамзин. История государства Российского, т. V, рз. 4. // СПб, 1892, т. V, стор. 254. [Архівовано 16 вересня 2016 у Wayback Machine.] (рос.)
10. ↑  В. В. Одинцов. Лингвистические парадоксы. Москва. «Просвещение», 1982
11. ↑  Карамзин Н. М. Деревня // Этико-эстет. подход в охране дикой природе и заповедном деле / Изд. 2-е, доп. — К.: Киев. эколого-культур. центр, 1999. — С. 101—102.
12. ↑  Борейко В. Е. Философы зоозащиты и природоохраны. — К.: КЭКЦ, 2012. — 179 с.
13. ↑  Борейко В. Е. Современная идея дикой природы. — К.: Киев. эколого-культур. центр, 2001. — 124 с.
14. ↑  Карамзин Н. М. Письма русского путешественника. — М.: Правда, 1980.
15. ↑  Роман Іваничук Журавлиний крик. — Львів: Каменяр, 1989. — 375 с. — Частина друга. — ISBN 5—7745—0160—4